# Komeljeva ulica, Novo mesto
Komeljeva ulica je ena od ulic v Novem mestu. Imenuje se po slovenskem bibliotekarju Bogu Komelju. Komeljeva ulica je slepa ulica na območju stanovanjskega naselja Brod-Drage. Poteka severno ter vzporedno z Dularjevo ulico.